# 大河戸宗治
大河戸 宗治（おおこうど むねはる/おおかわど そうじ、1877年（明治10年）4月5日 - 1960年（昭和35年）1月15日）は、明治時代後期から昭和時代の土木工学者、鉄道官僚、逓信官僚。

## 経歴・人物
山口県に生まれる。1902年（明治35年）東京帝国大学工科大学土木工学科を卒業し、逓信省鉄道作業局に入り、1907年（明治40年）鉄道庁第一期留学生として欧米諸国へ橋梁工学を学びに渡る。東京改良事務所長を経て、鉄道省東京第一改良事務所長となり、山手線の建設改良に従事。ついで1929年（昭和4年）鉄道省工務局長を経て、1931年（昭和6年）東京帝国大学教授となり、コンクリート構造を教えた。ほか、攻玉社の高等工学校長および同短期大学教授を務めた。